# Oxiplumboromeíta
La oxiplumboromeíta es un mineral óxido cuya fórmula ideal corresponde a Pb2Sb2O6O.
Su denominación sigue la nomenclatura recomendada para los minerales del supergrupo del pirocloro propuesta por el grupo de Daniel Atencio (2010), indicando los elementos dominantes y su relación con otros minerales del grupo de la romeíta.

## Propiedades
La oxiplumboromeíta es un mineral entre translúcido a opaco de color amarillo, amarillo verdoso, verde, blanco parduzco o grisáceo. Tiene lustre resinoso, mate o terroso.
De dureza 4 - 4,5 en la escala de Mohs, su densidad es de 6,73 g/cm³. Es soluble en ácido nítrico, ácido clorhídrico y agua regia.
Cristaliza en el sistema cúbico, clase hexaoctaédrica.
Reconocido como mineral en 2013, pertenece al grupo de la romeíta, siendo el análogo de plomo de la oxicalcioromeíta y de la oxicuproromeíta; a su vez, dicho grupo forma parte del supergrupo mineralógico del pirocloro. Su contenido de PbO y Sb2O5 puede ser superior al 40% y como componentes menores puede contener hierro y calcio y hierro.
Desde el punto de vista químico, se encuentra estrechamente relacionado con la rosiaíta (PbSb5+2O6).
Posiblemente muchos de los materiales comunes pero poco estudiados de bindheimita y monimolita sean oxiplumboromeíta.

## Morfología y formación
La oxiplumboromeíta aparece formando granos redondos u octaedros imperfectos de menos de 0,4 mm.
Se la encuentra en rellenos de fisuras de un skarn de tefroíta, estando asociada, además de a este mineral, a leucofoenicita y calcita.

## Yacimientos
La localidad tipo de la oxiplumboromeíta se encuentra en la mina Harstigen, en la población de Filipstad (Värmland, Suecia), también localidad tipo de barysilita, brandtita, flinkita, pirofanita y sarkinita.
Austria cuenta con depósitos en Hüttenberg (Carintia), Geras (Baja Austria) y Schladming (Estiria), la República Checa en Bohutín  (región de Bohemia Central), Alemania en Clausthal-Zellerfeld y Bad Grund (Baja Sajonia) y Francia en Palairac, Villefranche-de-Rouergue y Cuzac (Occitania).
En España este mineral está presente en Sierra Almagrera (Almería), Salas (Asturias), Losacio (Zamora), Camprodón (Gerona) y en la mina Bilbilitana (Alpartir, Zaragoza).
Ya en América, este mineral óxido también se encuentra en la mina Machacamarca (Potosí, Bolivia).